# Whakaikai (fleuve)
Le fleuve Whakaikai  (anglais : Whakaikai River) est un cours d’eau, très court de la région de la  West Coast de l’Île du Sud de la Nouvelle-Zélande.

## Géographie
Il s’écoule vers le nord-ouest pour atteindre la Mer de Tasman à 5 kilomètres au nord-ouest de l’embouchure de la rivière Wanganui.